# Мечеть села Зигитяк
Мечеть села Зигитяк (баш. Егетәк ауылы мәсете) — мусульманская деревянная мечеть в селе Зигитяк Туймазинского района республики Башкортостан. Памятник архитектуры республиканского значения.

## История
Здание деревянной мечети в селе Зигитяк было возведено с 1912 по 1914 годы на средства верующих прихожан. В настоящее время культовое сооружение сохранило свой первозданный облик. На протяжении более ста лет мечеть выполняла задачу приобщения людей к культуре и традициям ислама.
Службы в данном сооружении велись до 1936 года. Благодаря прошениям кавалера Георгиевского креста Миникея Исмагилова, было выдано разрешение сохранить здание мечети. В помещениях мечети разместили шелкопрядильный цех, а затем зернохранилище. В суровые годы Великой Отечественной войны в комнатах был размещён лазарет, а в послевоенные годы оборудован детский пионерский оздоровительный лагерь.
Во времена гонений на религию совершались попытки разрушить минарет, но местные жители постоянно отстаивали святыню. До сегодняшнего дня сохранилось и внутреннее убранство культового сооружения.
С 1950-х годов в этих помещениях вновь начали совершаться намаз.
Мечеть признана памятником архитектуры Республики Башкортостан.

## Мечеть сегодня
В 2012 году был выполнен капитальный ремонт здания и его внутренних комнат.
В 2013 году рядом с мечетью был сооружён и открыт памятник участникам Великой Отечественной войны.
До сих пор в мечети поводятся мусульманские религиозные обряды.

## Адрес мечети
450103, Россия, Башкортостан, Туймазинский район, село Зигитяк, ул. Набережная, 47А.